# Чуксин тупик
Чукси́н тупи́к — улица в Тимирязевском районе Северного административного округа города Москвы. Расположен между улицей Вучетича и путями Рижского направления Московской железной дороги. Вдоль северной стороны тупика проходит граница Тимирязевского парка.

## История

Чуксин тупик на плане 1936 года

Чуксин тупик существовал ещё в XIX веке. Прежде назывался Тупик Старого шоссе. Нынешнее название получил между 1928-м и 1929-м годами. Происхождение его современного названия доподлинно неизвестно. Предположительно, тупик был назван по фамилии одного из домовладельцев. По изысканиям краеведов Тимирязевского района домом № 3 по Старому шоссе тупику владела Чуксина А. И.

## Транспорт
У западного конца тупика расположена платформа  Гражданская Рижского направления МЖД. Рядом с тупиком на улице Вучетича расположена остановка «Проезд Соломенной сторожки» автобусов 319, 427, 466, 801.

## Здания и сооружения
- № 6 — Медицинский колледж № 1. Здание построено из крупных блоков по типовому проекту Т-2[8].
- в № 9 до 2020 года располагался офис известного издательства «Терра»[9].